# Bürgermeisterei Schlebusch
Die Bürgermeisterei Schlebusch war von 1815 bis 1819 eine Bürgermeisterei im Kreis Opladen der preußischen Provinz Jülich-Cleve-Berg und nach dessen Auflösung ab 1819 eine Bürgermeisterei im Kreis Solingen der preußischen Rheinprovinz (Regierungsbezirk Düsseldorf). Sie ging aus Teilen des mittelalterlichen bergischen Amtes Miselohe hervor, das 1806 unter den Franzosen aufgelöst wurde und in eigenständige Kantone und Mairies unterteilt wurde. Unter Preußen wurde die Mairie Schlebusch in die Bürgermeisterei Schlebusch umgewandelt, 1927 dann in das Amt Schlebusch. Das Gebiet der Bürgermeisterei ist heute bis auf kleinere Randgebiete, die 1975 an Burscheid gingen, Teil der bergischen Großstadt Leverkusen.

## Hintergrund und Geschichte
Das Herzogtum Berg gehörte zuletzt aufgrund von Erbfällen zum Besitz Königs Maximilian I. Joseph von Bayern. Am 15. März 1806 trat er das Herzogtum an Napoleon Bonaparte im Tausch gegen das Fürstentum Ansbach ab. Dieser übereignete das Herzogtum an seinen Schwager Joachim Murat, der es am 24. April 1806 zusammen mit den rechtsrheinischen Grafschaften Mark, Dortmund, Limburg, dem nördlichen Teil des Fürstentums Münster und weiteren Territorien zu dem Großherzogtum Berg vereinte.
Bald nach der Übernahme begann die französische Verwaltung im Großherzogtum neue und moderne Verwaltungsstrukturen nach französischem Vorbild einzuführen. Bis zum 3. August 1806 ersetzte und vereinheitlichte diese Kommunalreform die alten bergischen Ämter und Herrschaften. Sie sah die Schaffung von Départements, Arrondissements, Kantone und Munizipalitäten (ab Ende 1808 Mairies genannt) vor und brach mit den alten Adelsvorrechten in der Kommunalverwaltung. Am 14. November 1808 war dieser Prozess nach einer Neuordnung der ersten Strukturierung von 1806 abgeschlossen, die altbergischen Honschaften blieben dabei häufig erhalten und wurden als Landgemeinden den jeweiligen Mairies eines Kantons zugeordnet. In dieser Zeit wurde die Munizipalität bzw. Maire Schlebusch als Teil des Kanton Opladen im Arrondissement Düsseldorf geschaffen.
Ihr gehörten neben dem Kirchspiel Schlebusch auch die Kirchspiele Lützenkirchen, Steinbüchel und Wiesdorf an.
1813 zogen die Franzosen nach der Niederlage in der Völkerschlacht bei Leipzig aus dem Großherzogtum ab und es fiel ab Ende 1813 unter die provisorische Verwaltung durch Preußen im sogenannten Generalgouvernement Berg, die es 1815 durch die Beschlüsse des Wiener Kongreß endgültig zugesprochen bekamen. Mit Bildung der preußischen Provinz Jülich-Kleve-Berg 1816 wurden die vorhandenen Verwaltungsstrukturen im Großen und Ganzen zunächst beibehalten und unter Beibehaltung der französischen Grenzziehungen in preußische Landkreise, Bürgermeistereien und Gemeinden umgewandelt. Der Kanton Opladen wurde zum Kreis Opladen, die Maire Schlebusch zur Bürgermeisterei Schlebusch.
1819 erfolgte eine partielle Umgliederung im Regierungsbezirk Düsseldorf. Der Kreis Opladen wurde zum Am 30. April 1819 aufgelöst und die Gemeinden dem Kreis Solingen zugeordnet. 1820 wechselte Wiesdorf aus der Bürgermeisterei Schlebusch in die Bürgermeisterei Opladen.
1815/16 lebten zusammen 3.967 Einwohner in der Bürgermeisterei. Laut der Statistik und Topographie des Regierungsbezirks Düsseldorf besaß die Bürgermeisterei 1832 eine Einwohnerzahl von gesamt 4.919, die sich in 4.680 katholische und 239 evangelische Gemeindemitglieder aufteilten. Die Wohnplätze der Bürgermeisterei umfassten zusammen sieben Kirchen, vier öffentliche Gebäude, 796 Wohnhäuser, neun Fabriken und Mühlen und 1097 landwirtschaftliche Gebäude. Zu den Wohnplätzen, Höfen und Ortschaften der Bürgermeisterei gehörten laut der Statistik (zeitgenössische Schreibweise)
- Kirchspiel und Gemeinde Schlebusch (1.437 Einwohner): Kirchdorf Schlebusch, Alkenrath, Alteheide, Dünfeld, Edelrath, Freudenthal, Heidchen, Hummelsheim, Köllenleimbach, Kreuzbruch, Kursiefen, Morsbruch, Ophoven, Sand, Schlangenhecke, Scherfenbrand, Schlebuscher Mühle, Schlebuschrath, Steinrutsche, Süttekoven und Uppersberg.
- Kirchspiel und Gemeinde Lützenkirchen (1.894 Einwohner): Kirchdorf Lützenkirchen, Acker, Altemühle, Biesenbach, Bornheim, Bruchhausen, Dürscheid, Feldsiefen, Fixheide, Gierlichshof, Hamberg,  Hirzenberg, Holz, Holzhausen, Hütte, Huve, Kamp, Käsenbruch, Kinderhaus, Kleinendriesch, Klief, Köttershof, Lehn, Lippe, Neuendriesch, Nonnenbruch, Pulvermühle, Quettingen, Ropenstall, Schmalenbruch, Schöne Aussicht, Schule, Sieferhof, Sporrenberg, Weyerhof und Wüste.
- Kirchspiel und Gemeinde Steinbüchel (1.894 Einwohner): Kirchdorf Steinbüchel, Birkhahnenberg,  Blechersiefen, Boddenberg, Engstenberg, Fettehenne, Jeuch, Hahnenblecher, Halfenleimbach, Hoefen, Horkenbach, Kronneborn, Kump, Lengstleimbach, Teitscheit, Meckhoven, Niederblecher, Neuenboddenberg, Neuhaus, Schnorrenberg und Wüstenhof.

Das Gemeindelexikon für die Provinz Rheinland von 1909 gibt für die Bürgermeisterei Schlebusch zusätzlich zu den oben genannten noch folgende Wohnplätze an.
- Landgemeinde Lützenkirchen: Berghamberg, Altemühle, Blankenburg, Burgloch, Dahl, Großendriesch, Heidberg, Klein Hamberg, Kanzlenberg, Maurinushäuschen, Neu Kronenberg, Neu Sieferhof, Schwanenhof, Weyerhahn und Wiebertzhof.
- Landgemeinde Schlebusch: Heckenberg.
- Landgemeinde Steinbüchel: Höfermühle.

1927 wird die Bürgermeisterei in das Amt Schlebusch umgewandelt. Nach dem Zusammenschluss des Kreises Solingen mit dem Kreis Lennep 1929 zum Kreis Solingen-Lennep löste sich das Amt Schlebusch auf und die amtsangehörigen Gemeinden Schlebusch und Steinbüchel schlossen sich zum 1. April 1930 zusammen mit der Gemeinde Rheindorf der Gemeinde Wiesdorf an, die zeitgleich die Stadtrechte erhielt und in Leverkusen umbenannt wurde.
Die amtsangehörige Gemeinde Lützenkirchen schloss sich dagegen der Stadt Opladen an.